# 真岡発電所
真岡発電所（もおかはつでんしょ）は栃木県真岡市鬼怒ケ丘1丁目12番1にある神戸製鋼所の真岡製造所に隣接する火力発電所である。

## 概要
本発電所は、神戸製鋼所の100%子会社である株式会社コベルコパワー真岡（栃木県真岡市鬼怒ケ丘1丁目12番1、法人番号：2060001027902）が運営している、ガスタービン・コンバインドサイクル発電方式の火力発電所である。国内初の本格的な内陸型火力発電所であり、東京ガスより都市ガスの供給を受ける。
2016年7月に起工し、清水建設・竹中工務店JVが建屋の設計・施工を、富士電機が機器製作・据え付を担当した。総工費は約1,000億円。2019年春から1号機が試運転を開始し、10月に営業運転を開始した。コベルコパワー真岡が電力卸供給事業（IPP事業）として東京ガスのずっとも電気契約者に電力を供給している。
なお、発電所計画は既存（計画中）の燃料用のガス導管、送電線、用地を最大限活用できるとして進められた。
内陸型発電所であり、電源の分散立地によるエネルギーインフラの強靭化に資すると考えられている。
2020年3月、2号機が営業運転を開始し、総出力124.8万kWとなった。9月には見学施設「みらいん」 (Meline) が開館する予定。

## 発電設備
- 総出力：124.8万kW（2020年3月2日現在）[3]
- 発電方式：ガスタービン・コンバインドサイクル発電方式[3]

1号機
定格出力：62.4万kW
使用燃料：都市ガス
営業運転開始：2019年10月1日
2号機
定格出力：62.4万kW
使用燃料：都市ガス
営業運転開始：2020年3月1日

## その他
- プラント用水は地下水を使用[7]。
- 煙突：地上高さ85m[7]
- 年間ガス使用量：128万トン（1・2号機）[7]
- 内陸火力発電所のため空気冷却式復水器が採用されている[2]。
- 立地する真岡第5工業団地には東京ガスの鬼怒ケ丘バルブステーションがある。